# قورباغه درختی کوهستان غربی
قورباغه درختی کوهستان غربی (نام علمی: Litoria iris) گونه‌ای قورباغه در زیرخانواده Pelodryadinae است. در گینه نو یافت می‌شود. زیستگاه‌های طبیعی آن جنگل‌های دشت نمناک نیمه‌گرمسیری یا گرمسیری، جنگل‌های کوهستانی نمناک نیمه‌گرمسیری یا گرمسیری، رودخانه‌ها، باتلاق‌ها، باغ‌های روستایی، جنگل‌های پیشین به شدت تخریب شده و کانال‌ها و خندق‌ها هستند.